# Békés InterCity
A Békés InterCity egy Budapest-Keleti és Békéscsaba között 2 óránként közlekedő Hibrid-IC vasúti járat. Napi 1 Lőkösházáról indul.

## Történet
2012. december 9-én indult el az első járat Budapest-Keleti pályaudvarról Lőkösházára. 2012 és 2017 között Lőkösházáig nyári időszakban Nesebar gyorsvonat és az Albena gyorsvonattal egyesítve közlekedett.
2020. december 13-ától a vonat 2 órás ütemben közlekedik Békéscsaba és Lőkösháza között.
2021. december 12-étől a vonatok csak Békéscsabáig közlekednek.
2024. június 22-étől 7408 számú vonat InterCity helyett sebesvonatként közlekedik.
2025 január-április között típusismereti oktatás miatt egyes vonatokat GySEV 471-es sorozatú villanymozdonnyal, áprilistól pedig GySEV 470-essel továbbítanak. 
2025 nyarán egyes Békés InterCity vonatok helyett Békés InterRégió néven STADLER FLIRT motorvonatok közlekednek. 

## Útvonal
A vonat Budapest-Keleti pályaudvarról indul Szolnok, Gyoma és Murony érintésével közlekedik.

## Megállóhelyei
| Megállóhelyek                         |
| ------------------------------------- |
| 1. Budapest-Keleti                    |
| 2. Szolnok                            |
| 3. Kétpó (csak Békéscsaba felé)       |
| 4. Mezőtúr                            |
| 5. Nagylapos*                         |
| 6. Gyoma                              |
| 7. Csárdaszállás (csak Budapest felé) |
| 8. Mezőberény                         |
| 9. Murony                             |
| 10. Békéscsaba                        |

A * -gal jelölj napi 1 pár áll meg.

## Vonatösszeállítás
Vonatösszeállítás 2023. december 10-étől:
| Kocsiszám                                      | Típus                    |
| ---------------------------------------------- | ------------------------ |
|                                                | MÁV V43 villanymozdony   |
|                                                | MÁVRT 182 villanymozdony |
| 21                                             | START Bmz                |
| 31                                             | START Bd                 |
| 32                                             | START Bd                 |
| 33                                             | START Bd                 |
| Budapest felé fordított sorrendben közlekedik. |                          |

(START  Bd kocsiből péntek és vasárnap plusz kocsikkal közlekedik.)